# 希莫內什蒂鄉

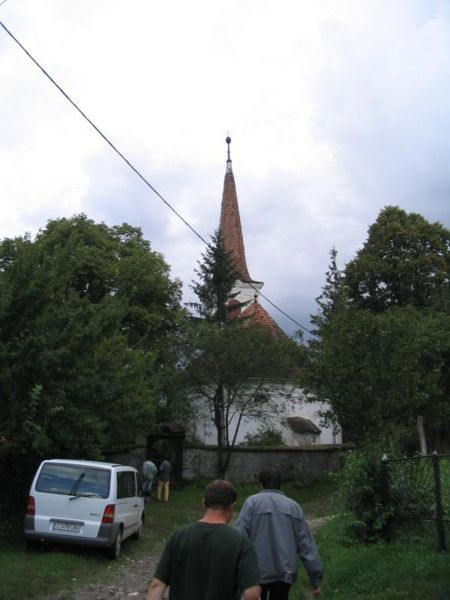

46°20′0″N 25°6′0″E / 46.33333°N 25.10000°E
希莫內什蒂鄉（羅馬尼亞語：Comuna Șimonești, Harghita），是羅馬尼亞的鄉份，位於該國中部，由哈爾吉塔縣負責管轄，面積118平方公里，海拔高度524米，2007年人口3,850，人口密度每平方公里33人。